# Dirtee Disco
„Shout“ je píseň anglického hip hopováho zpěváka Dizzee Rascala. Píseň se nachází na jeho čtvrtém studiovém albu Tongue n' Cheek. Produkce se ujal producent Tiesto.

## Hitparáda
| Země   | Umístění |
| ------ | -------- |
| Anglie | 1        |
| Irsko  | 21       |

| "Nothin' on You" od B.o.B featuring Bruno Mars | Anglické #1 hity 30. května ~ 5. června 2010 | "Gettin' Over You" od David Guetta featuring Fergie & Chris Willis & LMFAO |